# Procédure d'adhésion de la Norvège à l'Union européenne
La procédure d'adhésion de la Norvège à l'Union européenne est une des trois procédures (avec celles de la Suisse et de l'Islande) qui n'ont pas abouti. Par deux fois, en 1972 et 1994 par voie référendaire, le peuple norvégien a refusé l'adhésion du pays à l'Union européenne. La première fois, elle aurait pu adhérer à la Communauté économique européenne en même temps que le Danemark, l'Irlande et le Royaume-Uni, la deuxième fois à l'Union européenne en même temps que l'Autriche, la Finlande et la Suède. La Norvège est avec l'Islande le seul pays nordique à ne pas faire partie de l’Union européenne.

## Deux référendums de refus
L'adhésion a déjà été évoquée plusieurs fois au sein du pays, et deux référendums furent organisés le 26 septembre 1972 et le 28 novembre 1994. Tous deux se soldèrent par une victoire du « non », notamment en raison de craintes à propos des quotas de pêche imposés par Bruxelles. Lors du premier référendum, on enregistre 971 687 oui (46,5 %) contre 1 118 281 (53,5 %) non. Lors du second vote, le oui réunit 1 389 997 suffrages (47,8 %) contre 1 516 803 non (52,2 %). On note une opposition régionale, ainsi Oslo n'a donné qu'un tiers de votes négatifs alors que certaines régions du Nord du pays affichent plus de 70 % de non. La participation a été très forte, soit 79,2 % en 1972 et 89 % en 1994.

## Une intégration douanière et économique
La Norvège a néanmoins signé un accord commercial et douanier avec l’Union. Par ailleurs, étant donné que les voisins et les plus importants partenaires économiques du pays font tous partie de l'UE, plusieurs analystes admettent la possibilité d’une adhésion future, dans l’hypothèse où un compromis sur les quotas de pêche serait trouvé. L'Allemagne manifeste de la compréhension pour la position norvégienne qui suscite cependant les réserves du Portugal, de l'Espagne et de la France. 
La Norvège fait partie de l'Espace économique européen qui réunit les 27 pays de l'UE et 3 pays de l'AELE (Liechtenstein, Islande, Norvège).

## Opinions

### Partis politiques
En 2005, le gouvernement norvégien préfère éluder la question d'une future adhésion. Le chef de la coalition au pouvoir jusqu'en 2005, le démocrate-chrétien Kjell Magne Bondevik, s'est même engagé à démissionner si la question d'une adhésion à l'Union européenne devenait une possibilité sérieusement envisageable. L'ancien premier ministre travailliste, Jens Stoltenberg, lui-même favorable à l'UE, fut confronté au même dilemme, avec des partenaires eurosceptiques (socialistes de gauche et centristes). 
En 2016, en dépit d'un appel au maintien du Royaume-Uni dans l'Union européenne, la Première ministre norvégienne Erna Solberg rejette toute idée d'une nouvelle consultation populaire pour l'adhésion de son pays à l'UE, n'étant à ses yeux pas « très attirante » à cause de ses nombreux problèmes actuels.

### Opinion publique
| Date           | Institut de sondage | Oui    | Non    |
| -------------- | ------------------- | ------ | ------ |
| Septembre 2003 | Sentio              | 37 %   | 38 %   |
| Juin 2005      | Sentio              | 36 %   | 51 %   |
| Mai 2006       | Response            | 45 %   | 55 %   |
| Septembre 2006 | Response            | 45 %   | 55 %   |
| Novembre 2006  | Response            | 41 %   | 59 %   |
| Avril 2007     | Response            | 45 %   | 55 %   |
| Novembre 2007  | Response            | 42 %   | 58 %   |
| Mai 2008       | Response            | 40 %   | 60 %   |
| Décembre 2008  | Sentio              | 37,5 % | 50,7 % |
| Janvier 2009   | Sentio              | 32,5 % | 52,8 % |
| Février 2009   | Sentio              | 35,1 % | 54,7 % |
| Mars 2009      | Sentio              | 33 %   | 54,9 % |
| Avril 2009     | Sentio              | 34,9 % | 53,3 % |
| Mai 2009       | Response            | 42 %   | 58 %   |
| Mai 2009       | Norstat             | 38,6 % | 49 %   |
| Juin 2009      | Norstat             | 40,6 % | 50,3 % |
| Septembre 2009 | Sentio              | 35 %   | 52,2 % |
| Octobre 2009   | Sentio              | 41,4 % | 45,6 % |
| Novembre 2009  | Sentio              | 42 %   | 58 %   |
| Février 2010   | Sentio              | 33 %   | 53,4 % |
| Avril 2010     | Sentio              | 36,3 % | 50,1 % |
| Mai 2010       | Norstat             | 32,3 % | 55 %   |
| Mai 2010       | Sentio              | 30,3 % | 56,9 % |
| Mai 2010       | Response            | 26 %   | 62 %   |
| Juillet 2010   | Sentio              | 25,3 % | 66,1 % |
| Juillet 2010   | Norstat             | 25 %   | 66 %   |
| Août 2010      | Sentio              | 26 %   | 62 %   |
| Septembre 2010 | Sentio              | 24,9 % | 64,9 % |
| Janvier 2011   | Sentio              | 22,5 % | 65,9 % |
| Mai 2011       | Response            | 29 %   | 71 %   |
| Juillet 2011   | Sentio              | 17,1 % | 73,4 % |
| Juillet 2011   | Sentio              | 20,1 % | 68,8 % |
| Octobre 2011   | Sentio              | 18,6 % | 70,8 % |
| Octobre 2011   | Synovate            | 12 %   | 72 %   |
| Juillet 2012   | Sentio              | 17,2 % | 74,8 % |
| Janvier 2013   | Sentio              | 18,7 % | 70,8 % |
| Août 2014      | Sentio              | 17,8 % | 70,5 % |
| Juin 2018      | Sentio              | 22%    | 67%    |

## Compléments